# メイク・イット・ビッグ
| 専門評論家によるレビュー | 専門評論家によるレビュー |
| レビュー・スコア         | レビュー・スコア         |
| 出典                     | 評価                     |
| ------------------------ | ------------------------ |
| Allmusic                 | [ 1 ]                    |
| Robert Christgau         | B                        |
| Rolling Stone            | [ 3 ]                    |

『メイク・イット・ビッグ』(Make It Big) は、イギリスのポップデュオ、ワム!によるセカンドアルバムで、1984年にリリースされた。アルバムはイギリスとアメリカの両方で1位を記録した。日本でもオリコン洋楽アルバムチャートで1984年12月3日付から通算11週1位を獲得した。4曲がシングルカットされ、全てが欧米の両方でチャートのトップとなった。
「ケアレス・ウィスパー」は、イギリス以外では、シングルがリリースされたときからジョージ・マイケルのソロとしてクレジットされており、「恋のかけひき」は、次のアルバム『エッジ・オヴ・ヘヴン』に後に収録されることとなる「ラスト・クリスマス」と両A面でリリースされた。
アルバムは、10週目に、アメリカで6×プラチナに認定された。

## 収録曲
特に記載がない限りジョージ・マイケル作曲。
1. ウキウキ・ウェイク・ミー・アップ "Wake Me Up Before You Go-Go" – 3:50
2. 恋のかけひき "Everything She Wants" – 5:01
3. ハートビート "Heartbeat" – 4:42
4. 消えゆく思い "Like a Baby" – 4:12
5. フリーダム "Freedom" – 5:05
6. イフ・ユー・ワー・ゼア "If You Were There" – 3:38
アイズレー・ブラザーズ作曲
7. クレジット・カード・ベイビー "Credit Card Baby" – 5:08
8. ケアレス・ウィスパー "Careless Whisper" – 6:30
  - ジョージ・マイケル、アンドリュー・リッジリー作曲

## 認定
}
}
| 国/地域                                             | 認定        | 認定/売上数 |
| --------------------------------------------------- | ----------- | ----------- |
| カナダ (Music Canada)                               | 6× Platinum | 600,000^    |
| フィンランド (Musiikkituottajat)                    | Platinum    | 53,465      |
| フランス (SNEP)                                     | 2× Gold     | 429,500     |
| ドイツ (BVMI)                                       | Gold        | 250,000^    |
| 香港 (IFPI Hong Kong)                               | Platinum    | 20,000*     |
| 日本 (オリコン)                                     |             | 821,000     |
| イギリス (BPI)                                      | 4× Platinum | 1,200,000^  |
| アメリカ合衆国 (RIAA)                               | 6× Platinum | 6,000,000^  |
| * 認定のみに基づく売上数 ^ 認定のみに基づく出荷枚数 |             |             |

## チャート
| チャート (1984–85年) | 最高 順位 |
| -------------------- | --------- |
| オーストラリア       | 1         |
| オーストリア         | 4         |
| カナダ               | 1         |
| オランダ             | 1         |
| ヨーロッパ           | 1         |
| フランス             | 5         |
| イタリア             | 1         |
| 日本                 | 1         |
| ニュージーランド     | 1         |
| ノルウェー           | 1         |
| スウェーデン         | 3         |
| スイス               | 1         |
| イギリス             | 1         |
| US Billboard 200 †   | 1         |
| ドイツ               | 5         |

| チャート (1984年) | 順位 |
| ----------------- | ---- |
| オーストラリア    | 55   |
| カナダ            | 44   |
| フランス          | 19   |
| イギリス          | 4    |
| チャート (1985年) | 順位 |
| オーストラリア    | 20   |
| オーストリア      | 13   |
| カナダ            | 8    |
| イタリア          | 9    |
| 日本              | 2    |
| スイス            | 14   |
| イギリス          | 18   |
| アメリカ          | 4    |

| チャート (1980–89年) | 順位 |
| -------------------- | ---- |
| 日本                 | 17   |

## 担当
- プロデューサー：ジョージ・マイケル
- アレンジ：ジョージ・マイケル
- リード・ヴォーカル：ジョージ・マイケル
- アディショナル・ヴォーカル：ジョージ・マイケル、アンドリュー・リッジリー、ペプシ&シャーリー
- アコースティック・ギター：ヒュー・バーンズ、アンドリュー・リッジリー
- エレクトリックベース：ディオン・エスタス
- ドラムセット：トレバー・マレル
- エレクトリック・ギター：ヒュー・バーンズ、アンドリュー・リッジリー
- キーボード：トミー・エアー、ジョージ・マイケル、アンディ・リチャーズ、アン・ダドリー
- パーカッション：ダニー・カミングス
- サクソフォーン：デヴィッド・バティスト、スティーヴ・グレゴリー
- トランペット：コリン・グラハム、ポール・スポング
- エンジニア：クリス・ポーター
- アシスタント・エンジニア：ポール・ゴマーソール
- フォトグラファー：トニー・マギー